# 大和村 (茨城県真壁郡)
大和村（やまとむら）は茨城県真壁郡にあった村である。

## 概要
茨城県県西部に位置し、農業と石材業が盛んな温暖な村、村北部にJR東日本水戸線が通過しており、大和駅を通じ通勤や通学、観光に利用できる。国道50号も近接しており、交通の便は良好である。
村東部にある安産子育ての雨引観音は観光地としても有名である。
2005年10月1日、近隣の真壁町、西茨城郡岩瀬町と合併し桜川市となった。

## 地理
- 山：羽田山、雨引山

### 隣接していた自治体
- 筑西市
- 西茨城郡岩瀬町
- 真壁郡真壁町

## 歴史

### 年表
- 1954年（昭和29年）1月22日 - 雨引村・大国村が合併し大和村が発足。
- 1985年（昭和60年）3月14日 - 合併30周年記念事業として、雨引小学校の新校舎および、体力増進センターが竣工[1]。
- 1987年（昭和62年）4月1日 - 筑波鉄道筑波線が廃止。
- 2005年（平成17年）10月1日 - 真壁町・西茨城郡岩瀬町と合併し桜川市が発足。同日大和村廃止。

### 行政区域変遷
- 変遷の年表

| 大和村村域の変遷（年表） | 大和村村域の変遷（年表） | 大和村村域の変遷（年表） |
| 年                       | 月日                     | 旧大和村村域に関連する行政区域変遷 |
| ------------------------ | ------------------------ | --- |
| 1889年（明治22年）       | 4月1日                   | 町村制施行により、以下の村が発足。 - 雨引村 ← 東飯田村・本木村・阿部田村・大曾根村・羽田村 - 大国村 ← 青木村・高森村・大国玉村・高久村・金敷村 |
| 1954年（昭和29年）       | 1月22日                  | 雨引村・大国村が合併し大和村が発足。 |
| 1957年（昭和32年）       |                          | 岩瀬町の一部（中泉の一部）を編入。 |
| 2005年（平成17年）       | 10月1日                  | 真壁町・西茨城郡岩瀬町と合併し桜川市が発足。同日、大和村廃止。                                                                                 |

- 変遷表

| 東飯田村 | 1876年 東飯田村 | 雨引村 | 雨引村 | 1954年1月22日 大和村 | 2005年10月1日 桜川市 | 桜川市 |
| 西飯田村 | 1876年 東飯田村 | 雨引村 | 雨引村 | 1954年1月22日 大和村 | 2005年10月1日 桜川市 | 桜川市 |
| 本木村   |                 | 雨引村 | 雨引村 | 1954年1月22日 大和村 | 2005年10月1日 桜川市 | 桜川市 |
| 阿部田村 |                 | 雨引村 | 雨引村 | 1954年1月22日 大和村 | 2005年10月1日 桜川市 | 桜川市 |
| 大曾根村 |                 | 雨引村 | 雨引村 | 1954年1月22日 大和村 | 2005年10月1日 桜川市 | 桜川市 |
| 羽田村   |                 | 雨引村 | 雨引村 | 1954年1月22日 大和村 | 2005年10月1日 桜川市 | 桜川市 |
| 青木村   | 青木村          | 大国村 | 大国村 | 1954年1月22日 大和村 | 2005年10月1日 桜川市 | 桜川市 |
| 高森村   |                 | 大国村 | 大国村 | 1954年1月22日 大和村 | 2005年10月1日 桜川市 | 桜川市 |
| 大国玉村 |                 | 大国村 | 大国村 | 1954年1月22日 大和村 | 2005年10月1日 桜川市 | 桜川市 |
| 高久村   |                 | 大国村 | 大国村 | 1954年1月22日 大和村 | 2005年10月1日 桜川市 | 桜川市 |
| 金敷村   |                 | 大国村 | 大国村 | 1954年1月22日 大和村 | 2005年10月1日 桜川市 | 桜川市 |

## 就業人口
- 第1次産業：522人
- 第2次産業：1,810人
- 第3次産業：1,443人

（2000年）

## 財政
- 歳入：32億7,101万3,000円
- 歳出：31億3,830万6,000円

（2001年）

## 行政
- 村長：飯島輝信
- 議会議長：鈴木好史

## 姉妹都市
- まほろば連邦
  - 1989年5月建国

## 交通

### 鉄道
- 東日本旅客鉄道
  - ■水戸線
    - 大和駅
- 筑波鉄道
  - 筑波線（1987年4月1日に廃止）
    - 東飯田駅 - 雨引駅

### 道路
- 主要地方道
  - 茨城県道41号つくば益子線
- 一般県道
  - 茨城県道148号東山田岩瀬線
  - 茨城県道151号荻島真壁線
  - 茨城県道152号雨引観音線
  - 茨城県道343号木崎雨引線
- 自転車道
  - 茨城県道501号岩瀬土浦自転車道線（つくばりんりんロード）